# Válaszút (település)
Válaszút (románul: Răscruci) falu Romániában, Erdélyben, Kolozs megyében.

## Fekvése
Kolozsvártól 26 km-re északkeletre, a Kis-Szamos bal partján fekszik. Bonchidához tartozik, melytől 6 km-re délnyugatra van.

## Nevének eredete
Nevét onnan kapta, hogy a Kolozsvár–Dés országútról itt ágazik le az út a Borsa-patak völgyébe.

## Története
1325-ben Valazut néven említik először. Több évszázadon keresztül a Bánffy család birtokában volt. 1449-ben a Borsa-patak völgyében duzzasztással kialakított halastó elárasztotta a falut. 1658-ban a II. Rákóczi György ellen bejött tatárok pusztítottak itt, 1703-ban pedig a kuruc és labanc hadak egyaránt feldúlták. 1848. november 17-én Kolozsvár küldöttsége itt jelentette be Karl von Urban bárónak a város meghódolását.
A trianoni békediktátumig Kolozs vármegye Kolozsvári járásához tartozott.

## Demográfia
- 1910-ben 1447 lakosából 844 román (58,3%) és 592 magyar (40,9%) volt
- 2002-ben 1653 lakosából 1108 román (67,0%), 301 magyar (18,2%) és 243 cigány (14,7%) volt

Felekezeti viszonyok szerint a román lakosság döntően ortodox, a magyarok pedig – néhány katolikust kivéve – reformátusok.

## Látnivalók
- Itt áll a Bánffy család 19. századi kastélya, amelyet Bánffy Dénes építtetett feltehetőleg 1820 körül;[3] ma iskola. A kastélyban született Wass Albert (1908–1998) erdélyi író.
- A Kallós Zoltán Alapítvány házában látható Erdély egyik népművészeti gyűjteménye.

## Híres emberek
- Itt született 1894. április 19-én Egyed Zoltán újságíró, kritikus, lapszerkesztő.
- Itt született 1908. január 8-án gróf cegei Wass Albert, a magyar irodalom kiemelkedő személyisége.
- Itt született 1926. március 25-én Kallós Zoltán néprajzkutató.
- Itt született 1931. augusztus 17-én Szakács József gépészmérnök, műszaki és sportszakíró, szótárszerkesztő.